# Чорні океани
«Чорні океани» (пол. Czarne oceany) — науково-фантастичний роман польського письменника Яцека Дукая, що вийшов у Польщі у видавництві Supernowa у 2001 році. Роман відповідає жанру жорсткої наукової фантастики: в ньому зображено Землю кінця 21 століття, яка стикається з технологічною сингулярністю. Роман отримав головну польську нагороду з науково-фантастичної літератури — премію Януша А. Зайделя за 2001 рік.

## Історія публікації
На прохання видавця роман було скорочено з понад 1000 сторінок до менш як 500. Перші сім розділів та кілька додаткових, які були видалені з друкованих версій, опубліковані безплатно на вебсайті автора.

## Сюжет
Головний герой Ніколас Хант — американський політик і лобіст, тісно пов'язаний з деякими галузями секретних військових досліджень, включаючи паранормальні явища. Він не є героєм: як описує його сам Дукай, він «цинічний, егоїстичний бюрократ, і головною мотивацією всіх його рішень у роботі є, здається, прикриття власної дупи». Наразі він програв внутрішню боротьбу за владу, і йому доручено наглядати за тим, які проєкти здаються тупиковими та малопомітними. Однак незабаром його проєкт починає набувати все більшого значення, оскільки вчені досліджують деякі багатообіцяльні теорії на межі меметики та телепатії, включаючи дослідження потенційних форм життя, які б використовували меми так само, як ми використовуємо гени, і розвивають нові науки, такі як психомеметика.
Раптом відбувається дивний катаклізм, мільйони людей в усьому світі божеволіють, а багато густонаселених районів стають «забороненою зоною». Ніколас Хант не певен, чи це вторгнення прибульців, результат військового чи корпоративного експерименту, новий крок в еволюції людства або ж результат трансформації в посттехнологічний сингулярний світ.

## Літературне значення
За вікном приблизно 2060 рік. Сполучені Штати все ще є провідною державою, але європейські та азійські держави наздоганяють її. Технології просунулися вперед завдяки біотехнологічним імплантатам, які дозволяють людям контролювати комп’ютери через нейрокомп'ютерний інтерфейс. Поширеною є віртуальна реальність із повним зануренням. Значна частина еліти є генетично модифікованою, штучний інтелект стає все поширенішим. В багатьох сенсах це похмурий, кіберпанківський світ.
Однак конфлікти цієї майбутньої епохи більше покладаються на економіку та ринкові сили, ніж на складну військову техніку. У цьому світі фондовий ринок є новим полем битви для націй і мегакорпорацій.
Технологічні тенденції — далеко не єдине, що досліджує Дукай у своєму творі. Він змальовує футуристичну бюрократію, боротьбу за політичну владу за приватним сектором, урядом та армією, а також зміни в культурі. Дукай екстраполює сучасну тенденцію збільшення судових позовів і політкоректності: у його світі багато людей добровільно живуть під постійним масовим наглядом Нового Етикету (NEti), який реєструє всі їхні дії, щоб їх не можна було безпідставно звинуватити в якомусь «особистому злочині».

## Нагороди
Роман був відзначений головною польською нагородою в галузі наукової фантастики — премією Януша А. Зайделя за 2001 рік.

## Аналіз
Роман обговорювався в контексті трансгуманізму  та кіберпанку.

## Відгук
У 2001 році у своїй рецензії для «Gazeta Wyborcza» Войцех Орлінський похвалив книгу за яскраве й реалістичне зображення найближчого майбутнього, хоча й критикував заплутаний сюжет та деякі занадто інформативні діалоги. Він також зазначив, що книга набула культового статусу ще за роки до її фактичної публікації.